# دروازه غربی (دروازه کثنوا)
دروازه غربی (دروازه کثنوا) مربوط به دوره آل مظفر است و در میبد، محله بالا واقع شده و این اثر در تاریخ ۲۵ اسفند ۱۳۷۹ با شمارهٔ ثبت ۳۷۰۰ به‌عنوان یکی از آثار ملی ایران به ثبت رسیده است.